# Таинственный узник
«Таинственный узник» — советский художественный фильм по мотивам романа Ольги Форш «Одеты камнем» и документам Третьего отделения. В основе сюжета — подлинная биография революционера-народовольца Михаила Бейдемана.

## Сюжет
Двое друзей — юнкера Серж и Михаил одержимы идеей декабристов сделать Россию свободной от тирании царя. Михаил едет сражаться в рядах повстанцев у Гарибальди за республиканскую Италию. Возвращаясь в Россию, при переходе границы, он был арестован и препровожден в казематы Алексеевского равелина — самой охраняемой крепости России. Тщетно пытается Серж помочь освободить друга. Теперь вся надежда остается на очаровательную графиню Росетти, страстно влюблённую в Михаила.

## В ролях
- Дмитрий Харатьян — Серж Русанин
- Ольга Сирина — Вера Лагутина
- Георге Грыу — Михаил Бейдеман
- Лариса Гузеева — Лариса Росетти
- Анна Дубровская — Китти
- Геннадий Чулков — Шувалов
- Галикс Колчицкий — Лагутин
- Александр Лазарев — император Александр II
- Ефим Лазарев — Линученко
- Валериу Каланча — князь Нельский
- Галина Сазонова — Марфа
- Павел Белозеров — Кельсиев
- Гурам Пирцхалава — Гарибальди
- Александр Сирин — Каракозов
- Виктор Чутак — падре